# Centre d'Estudis de l'Hospitalet
El Centre d'Estudis de l'Hospitalet (CEL'H) és una associació cultural sense ànim de lucre fundada l'any 1984 a l'Hospitalet de Llobregat amb l'objectiu de recopilar documentació sobre la ciutat per tal de crear un fons documental, fomentar el coneixement del patrimoni cultural i artístic de la ciutat i promoure la divulgació dels estudis i investigacions locals. També ofereix suport als treballs de recerca dels diferents graus de l'educació i un servei de bibliografia de temàtica hospitalenca (BABEL'H).
Forma part de la fundació privada Institut Ramon Muntaner i de la Coordinadora de Centres d'Estudis de Parla Catalana. Edita periòdicament la revista Quaderns d'Estudi. L'any 1987 sortia el primer número de Quaderns d'estudi. Des d'aleshores s'han publicat articles d'àmbits ben diferents, història, economia, sociologia, geografia, demografia, antropologia. Sempre amb un element comú, reconèixer l'Hospitalet tant pel que fa al seu passat com en les seves perspectives de futur. Es preten que Quaderns d'estudi respongui a les necessitats de la ciutat i que els diversos números estiguin amb relació a la dinàmica de la nostra societat, tant si es tracta de dossiers temàtics com d'articles diferents o miscel·lànies.
També publica diverses obres destacades, com per exemple, Bibliografia sobre L'Hospitalet de Jaume Botey i Joan Camós, La formació de la indústria a l'Hospitalet del segle XIX de Joan Casas i L'Hospitalet a l'inici del segle xviii. Homes i terres de Maria P. Massana. També ha publicat col·leccions d'investigació i recerca sobre la ciutat com la Col·lecció Josefina Gómez Olivares o la Col·lecció Recerques. Entre d'altres esdeveniments, va organitzar la XXXI Assemblea Intercomarcal d'Estudiosos i el simposi Català a l'Hospitalet l'any 1986.
El Centre d’Estudis de l’Hospitalet forma part del Cens d’Entitats de Foment de la llengua catalana, segons la Resolució CLT/2143/2019, de 18 de juliol (DOGC núm. 7930, d’1 d’agost). Declarada Entitat d'Utilitat Pública des del 7 d'octubre de 2020 segons resolució JUS/2472/2020.